# HD 118203 b
HD 118203 b (بالإنجليزية: HD 118203 b)‏ الذي يرمز له بالرمز HD 118203b، هو كوكب خارج المجموعة الشمسية، في كوكبة الدب الأكبر، يتبع HD 118203 ‏.

## الاكتشاف
اكتشف في 1 أغسطس 2005.